# Petya (lớp khinh hạm)
Lớp Petya là tên ký hiệu của NATO cho một lớp tàu frigate hạng nhẹ được chế tạo cho Hải quân Liên Xô trong thập niên 1960. Tên định danh Liên Xô là Storozhevoi Korabl (Сторожевой Корабль) Dự án 159.

## Thiết kế
Đây là những con tàu đầu tiên chạy bằng động cơ tuốc bin khí của Hải quân Liên Xô. Vai trò của những tàu này là chống tàu ngầm tại các vùng nước nông và chúng tương tự như các tàu thuộc Lớp tàu hộ tống Mirka. Chi tiết kỹ thuật (TTZ trong tiếng Nga) được công bố năm 1955 và thiết kế được thông qua năm 1956. Một kiểu bố trí ba trục được lựa chọn với chân vịt giữa dùng động cơ Diesel để tăng tính kinh tế khi tuần tra thông thường và hai trục chân vịt bên sử dụng động cơ tuốc bin khí để có tốc độ cao. Trang bị súng là hai tháp súng đôi 76 mm ở vị trí A và Y, được điểu khiển bởi một rđa giám sát duy nhất. Vũ khí chống tàu ngầm gồm các bệ phóng rocket RBU-6000 chống tàu ngầm và một bệ phóng thủy lôi chống tàu ngầm 400 mm. Một số tàu được thiết kế cho xuất khẩu thay thế các ống phóng thủy lôi 400mm bằng ống phóng thủy lôi chống tàu 533mm. Một bộ thiết bị sonar đầy đủ gồm cả VDS cũng được trang bị.

## Tàu
Có tổng cộng 54 tàu được đóng tại hai xưởng đóng tàu: Xưởng tàu Kaliningrad Yantar đóng 22 tàu bao gồm cả hàng xuất khẩu và xưởng Khabarovsk đóng 32 tàu bao gồm cả những chiếc xuất khẩu. Tất cả các tàu của Liên Xô đã ngừng hoạt động từ năm 1989-1992 nhưng một số vẫn đang phục vụ các khách hàng xuất khẩu.

### Xuất khẩu
- Hải quân Azerbaijan - 1 tàu[1]
- Hải quân Ai Cập - 4 chiếc được mua từ năm 1965 đến năm 1971, 1 chiếc bị chìm trong chiến đấu năm 1973, 1 chiếc vẫn đang hoạt động.
- Hải quân Ethiopia - 4 tàu - bán phế liệu ở Djibouti sau khi Eritrea độc lập.
- Hải quân Ấn Độ - 11 chiếc thuộc lớp tàu corvette Arnala (tất cả đều đã loại khỏi biên chế). Được phân loại là tàu corvette do kích thước và vai trò của tàu nhỏ hơn.
- Hải quân Ả Rập Syria - 2 tàu đang hoạt động trong tình trạng vô chủ tại cảng Tartus.[2] Có thể sẽ nghỉ hưu vào năm 2017 hoặc 2018. 1 khinh hạm Syria đã ngừng hoạt động bị không quân Nga đánh chìm (Có thể là do Su-34 với tên lửa phóng từ không trung Kh-35) làm mục tiêu huấn luyện vào ngày 15 tháng 4 năm 2018 ngoài khơi Syria.[3]
- Hải quân Ukraine - 1 tàu. Thủy thủ đoàn thân Ukraine của tàu khu trục nhỏ SKR-112 đã thực hiện quá trình chuyển đổi độc lập khỏi Hạm đội Biển Đen do Moscow kiểm soát vào ngày 21 tháng 7 năm 1992. Con tàu này thuộc biên chế của Ukraine cho đến khi ngừng hoạt động vào năm 1997.
- Hải quân Nhân dân Việt Nam - 5 tàu (vẫn đang hoạt động)